# 36-та фольксгренадерська дивізія (Третій Рейх)
36-та фольксгренадерська дивізія (Третій Рейх) (нім. 36. Volksgrenadier-Division) — піхотна дивізія народного ополчення (фольксгренадери), що входила до складу Вермахту на останньому етапі Другої світової війни.

## Історія
36-та фольксгренадерська дивізія сформована 9 жовтня 1944 року на території західної Німеччини на фондах 36-ї гренадерської дивізії Вермахту.
Відразу після сформування дивізія узяла участь у боях поблизу Тріра проти американської 83-ї піхотної дивізії, згодом билася проти союзних військ на території південного Айфеля. З листопада 1944 року разом з 172-ю резервною дивізією утримувала позиції у Східній Франції та Люксембурзі проти військ Паттона. З січня 1945 брала участь у невдалому наступі Гіммлера в операції «Нордвінд». У складі 13-го корпусу СС билася за Саарбрюккен проти 5-ї американської піхотної дивізії у лісі Сент-Авольд.
Надалі змагалася проти союзних армій на півдні Німеччини у Бергштрасе у Франконії. 8 травня 1945 капітулювала біля Траунштайна американським військам.

## Райони бойових дій
- Франція (жовтень 1944 — січень 1945);
- Південна Німеччина (січень — травень 1945).

## Командування

### Командири
- генерал-майор Август Велм (нім. August Wellm) (9 жовтня 1944 — 16 березня 1945);
- генерал-майор Гельмут Кляйкамп (нім. Helmut Kleikamp) (17 березня — 8 травня 1945).

### Підпорядкованість
| Час     | Корпус           | Армія      | Група армій (округ) | Штаб                  |
| ------- | ---------------- | ---------- | ------------------- | --------------------- |
| 1944    |                  |            |                     |                       |
| жовтень | LXXX-й ак        | 7-ма армія | Група армій «B»     | Трір/Південний Айфель |
| грудень | XIII-й корпус СС | 1-ша армія | Група армій «G»     | Саарпфальц            |
| 1945    |                  |            |                     |                       |
| січень  |                  | 1-ша армія | Група армій «G»     | Саарпфальц            |
| лютий   | LXXXX-й ак       | 1-ша армія | Група армій «G»     | Саарпфальц            |
| квітень | LXXXII-й ак      | 7-ма армія | Група армій «G»     | Бергштрасе/Франконія  |

### Склад
| Листопад 1944                        |
| ------------------------------------ |
| 87-й гренадерський полк              |
| 118-й гренадерський полк             |
| 165-й гренадерський полк             |
| 268-й артилерійський полк            |
| 36-й дивізійний фузілерний батальйон |
| 36-й протитанковий дивізіон          |
| 36-та зенітна батарея                |
| 36-та інженерна рота                 |
| 36-й загін зв'язку                   |

## Нагороджені дивізії
Нагороджені дивізії
|  | Кавалери Золотого Німецького Хреста                                                                        | 11                   |
|  | Кавалери Срібного Німецького Хреста                                                                        | 1                    |
|  | Кавалери Лицарського хреста Залізного хреста                                                               | 3 у т.ч. неофіційний |
|  | Кавалери Почесної відзнаки Сухопутних військ «Почесна застібка на орденську стрічку для Сухопутних військ» | 5                    |